# 한국광고대회
한국광고대회(KOREA ADVERTISING CONGRESS)

한국광고대회는 1987년부터 매년 광고의 날(11월 11일)을 전후하여 광고인의 화합 및 교류를 통해 대한민국 광고산업을 발전을 도모하는 행사이다. 2023년 제 37회를 맞이함. 광고계를 대표하는 사단법인 한국광고총연합회에서 본 행사를 주관하며, 한국광고대회에서 광고산업 발전 유공 광고인 정부 포상식과 국내 최고 권위의 광고상인 대한민국광고대상 시상식이 열린다. 2022년 부터, 크리에이터들간의 네트워킹을 위한 크리에이터스 나이트 행사를 추가로 진행하고 있다. 

[주요 연혁]

1981. 최초로 한국방송광고대상 개최 
1987. 12. 제1회 '한국광고대회'- '정치, 경제, 문화 그리고 광고' 주제로 개최 
1992. 11. 한국광고대회에서 최초로 정부 유공광고인 포상 국민훈장 수훈
1994. 11. 전 매체를 아우르는 제1회 대한민국광고대상 시상식 개최 
2021. 12. 한국광고총연합회 50주년 기념 행사(한중일 국제광고세미나, 광고50년사 온라인전시회 개최 등) 공동 진행 
2022. 12. 제1회 크리에이터스 나이트 행사 개최
[한국광고대회 주제 및 슬로건] 

1992년 변혁시대의 광고 / 살아있는 광고 살아나는 경제
1993년 새 시대 새 광고 / 변화자, 다듬자, 뛰어넘자 
1994년 다변화 사회와 광고 / 매체가 변한다. 소비자가 변한다
1995년 광고로 세계로  / 세계를 넘자! 미래를 열자 
1996년 한국광고의 세계화 / 새로나자! 함께뛰자!
1997년 불황기의 광고 / 광고, 불황을 건너는 다리 
1998년 광고의 새로운 패러다임 / 한국광고, 그 새로운 패러다미을 찾아서...
1999년 한국광고와 뉴 밀레니엄 / 다져온 광고 백년, 도약할 광고 천년
2000년 광고를 광고한다 / 광고의 힘, 광고의 가치 
2001년 새로운 환경 달라지는 광고 / 보여주는 광고, 보고 싶은 광고
2002년 국가브랜드이미지와 광고 / Upgrade Korea, Upgrade Ad
2003년 광고와 브랜드의 미래 'Advertising on Brand: The Road to Top Brand' 
2004년 광고와 문화 'Read the Culture, Lead the Future'
2005년 뉴미디어시대의 광고전략 'New Media, New Opportunity'
2006년 Enjoy the Change!
2007년 Beyond Korea Ad!
2008년 통섭: 세상의 통념을 뛰어넘는 새로운 Creativity!
2009년 New Wave! Digital Advertising : Digital Media/Contents/ Creative
2010년 Do Breaking!
2011년 ADD KOREA 2011
2012년 See the 'C' : Convergence, Collaboration, Cross the line, Cooperation 
2013년 Be Smart, More Creative / 신광고시대, 새로운 가치를 모색하다
2014년 Connected Communications
2015년 Time to Change, Time to Challenge /  통합과 확장: 변화하는 환경, 도전하는 광고
2016년 Advertising for Smart, Smart for Advertising
2017년 idea, idea, idea itself
2018년 Advertising. What’s Next?
2019년 Re-AD, reADy? / 다시 광고의 힘을 대한민국의 힘으로
2020년 POST CREATIVE / 코로나 이후의 시대, 광고계를 둘러싼 다양한 아젠다 속 크리에이티브의 행보와 방향에 대한 화두 제시
2021년 Create Chance in Chaos.(3C) / 그 어느때보다 빠르게 변화하고 있는 혼돈의 시대, 크리에이티브는 그 안에서 기회를 찾을 것이다. 언제나 그랬듯이
2022년 Creativity will Save us, again / 새로운 시대, 새로운 기술, 그러나 우리를 구원하는 것은 결국, 다시 크리에이티브!
2023년 The CREAITIVE(크리에이아이티브) / AI를 품은 크리에이티브, 그 미래는?

[주요 프로그램] 

1부 한국광고대회 공식 기념행사  / 유공광고인 정부포상
- 광고산업발전과 광고문화 창달에 기여한 자를 발굴, 포상하여 광고인 사기 진작 및 광고산업 활성화를 촉진하고자 함. 
- '22년 현재 은탑산업훈장 1명, 산업포장 1명, 대통령 표창 3명, 국무총리 표창 3명, 문화체육관광부 장관 표창 8명 수상
- 광고총연합회 전임회원단체장 감사패 증정 및 '자랑스런 한국광고인상' 수여('21년 대홍기획 강정문 전 대표, '22년 윤석태 광고CF감독 수상) 

2부 대한민국광고대상 시상식
- 1981년 제1회 한국방송광고대상으로 출발, 1994년 전 매체를 대상으로 한 대한민국광고대상으로 확대 개편 후, 2023년 올해 30회째를 맞는 국내 최고 권위의 광고상
- 국내 광고크리에이티브 질적 수준과 광고산업 발전에 기여
- 17개 부문(일반부문 14, 특별부문 3) 총 68개 작품 시상 *'23년 기준

3부 크리에이터스 나이트(Creators' Night)
- 크리에이터(광고인)들의 자긍심 고취 및 업계 화합을 위한 네트워킹 파티